# Pedro Lima (acteur)
Pour les articles homonymes, voir Pedro Lima et Lima (homonymie).
Pedro Manuel Barata de Macedo Lima, né le 20 avril 1971 à Luanda et mort le 20 juin 2020 à Cascais, est un acteur et un nageur angolais et portugais.

## Biographie

### Carrière sportive
Pedro Lima participe à deux éditions des Jeux olympiques, en 1988 et 1992, ne passant jamais la phase des séries.
Aux Jeux africains de 1991 au Caire, il est médaillé d'or du 50 mètres nage libre et médaillé de bronze du 100 mètres papillon.

### Carrière d'acteur
Après avoir présenté une émission de télévision consacrée au cinéma appelée Magacine, Pedro Lima joue des rôles dans des telenovelas portugaises comme O Último Beijo, Ninguém como Tu, Fala-me de Amor, Ilha dos Amores, A Única Mulher, O Beijo do Escorpião et A Outra.

### Mort
Pedro Lima est retrouvé mort le 20 juin 2020 sur une plage d'Alcabideche près d'une falaise ; il aurait laissé des messages d'adieu la veille.